# Bahnhof Höxter

Der Bahnhof Höxter ist ein Bahnhof in der ostwestfälischen Stadt Höxter in Nordrhein-Westfalen. Er wurde 1864 auf Höhe der Corveyer Allee östlich der Innenstadt eröffnet. Im Gegensatz zum 1952 errichteten und zentraler gelegenen Haltepunkt Höxter Rathaus wird er auch als Alter Bahnhof bezeichnet. Nach der Auflassung für den Personenverkehr 1976 wurde der Bahnhof Höxter zum Betriebsbahnhof für Zugkreuzungen auf der eingleisigen Strecke Langeland–Kreiensen. Das 1865 errichtete Empfangsgebäude und ein Nebengebäude sind geschützte Baudenkmäler.

## Geschichte
Die Königlich-Westfälische Eisenbahn-Gesellschaft errichtete den Bahnhof Höxter als Zwischenbahnhof der Bahnstrecke Langeland–Holzminden. Der Bahnhof wurde am 1. Oktober 1864 zusammen mit dem ersten Abschnitt Altenbeken–Höxter in Betrieb genommen; die Fortführung bis zum Bahnhof Holzminden folgte 1865. Zunächst bestand ein provisorisches Empfangsgebäude. Die Ausschreibung der nötigen Arbeiten für das endgültige Empfangsgebäude im Rundbogenstil wurde im Frühjahr 1865 abgeschlossen und das Bauwerk westlich des Provisoriums erst nach Eröffnung des Bahnhofs fertiggestellt.
Das Empfangsgebäude und die Bahnsteige lagen im westlichen Teil des Bahnhofs, während der östliche Bereich als Güterbahnhof zur Güterabfertigung diente.
Am Güterbahnhof bestanden anfangs ein Wasserturm und für die Verladung notwendige Anlagen. Es befand sich eine Übergabestelle zur von 1899 bis 1933 bestehenden, 4,8 km langen Höxterschen Kleinbahn. Ihre Eigentümerin war die Industriebahn AG mit Sitz in Frankfurt am Main und sie verband innerhalb Höxters im Güterverkehr u. a. mehrere Zementwerke und ein Gaswerk. Sie führte über das heutige Gewerbegebiet Zur Lüre, die heutige Entlastungsstraße, bis in die Lütmarser Straße. Bis ca. 1970 bestand ferner ein Gleisanschluss zu den Corveyer Holzwerken.
Zum Fahrplanwechsel am 30. Mai 1976 wurde der Bahnhof als Zugangsstelle für den Reiseverkehr aufgegeben, da ein Parallelbetrieb mit dem 1952 eröffneten und näher am Stadtzentrum gelegenen Haltepunkt Höxter Rathaus als nicht wirtschaftlich betrachtet wurde.
Gemäß Denkmalschutzgesetz Nordrhein-Westfalen wurden als Baudenkmäler in die Denkmalliste das Empfangsgebäude am 18. September 1987 und dessen Nebengebäude am 1. März 1990 eingetragen.
Die Bundeswehr betrieb im Bahnhof bis 1993 eine Verladeanlage für Panzer. Im Jahr 2014 erwarb die Stadt Höxter einen Teil des zum historischen Güterbahnhofs zählenden Geländes.

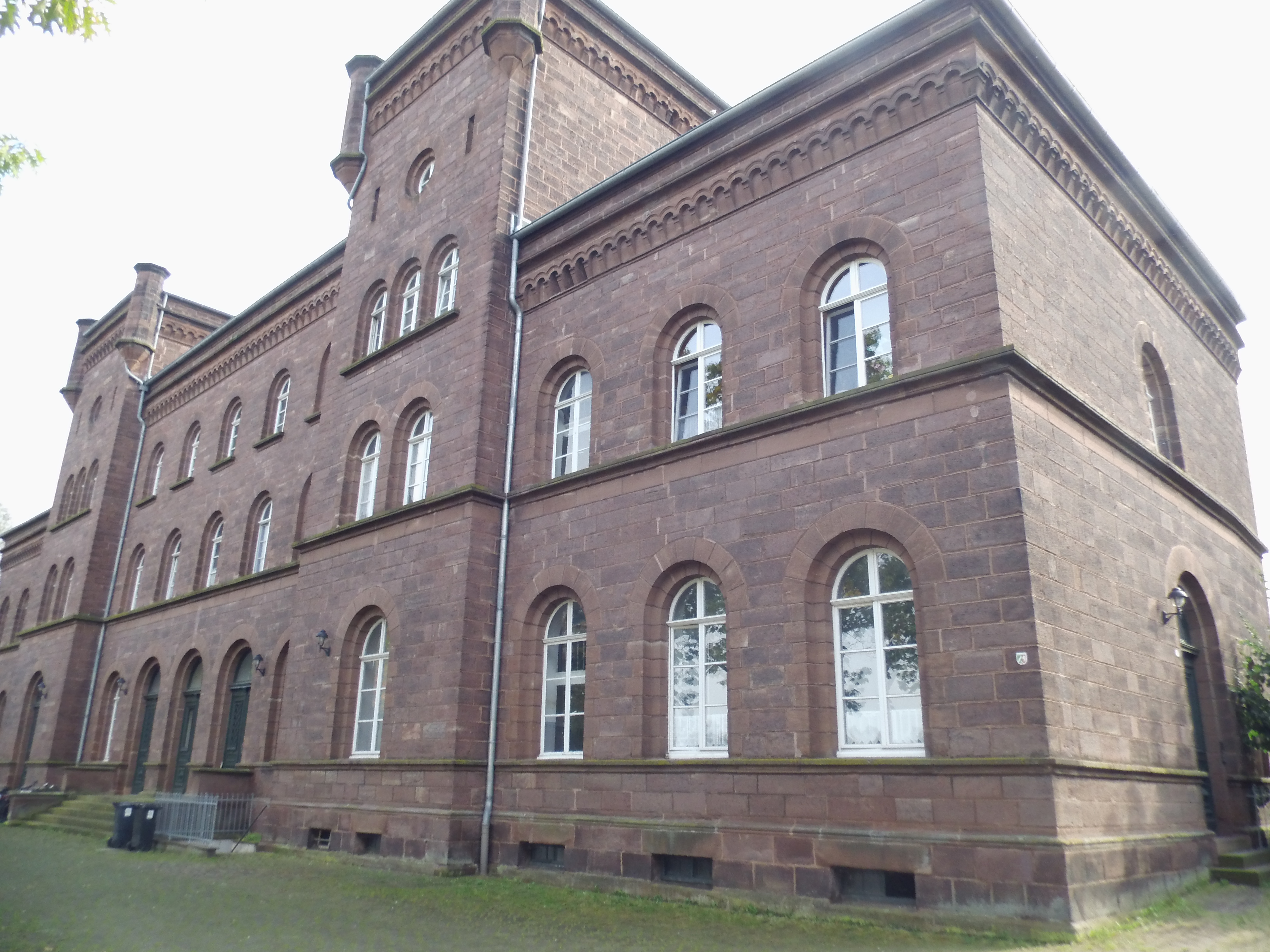
Als Wohnhaus nachgenutzes denkmalgeschütztes Empfangsgebäude, 2014

## Weitere Betriebsstellen in Höxter

Haltepunkt Höxter Rathaus und Bahnhof Höxter in einer Karte

### Höxter-Ottbergen
Der Bahnhof Höxter-Ottbergen (Lage) befindet sich im Ort Ottbergen 10 Kilometer südwestliche des Stadtzentrums von Höxter. Mit der Errichtung der abzweigenden Sollingbahn nach Northeim wurde der Bahnhof Ottbergen 1878 zum Trennungsbahnhof.

### Höxter-Godelheim
Der Haltepunkt Höxter-Godelheim (Lage) liegt im Westen des Ortes Godelheim.

### Höxter Rathaus
Der Haltepunkt Höxter Rathaus (Lage) befindet sich am Rand der Altstadt und rund 100 Meter südlich des historischen Rathauses Höxter. Er wurde am 14. Mai 1952 für eine verbesserte Anbindung der Innenstadt im Vergleich zum Bahnhof Höxter eröffnet.

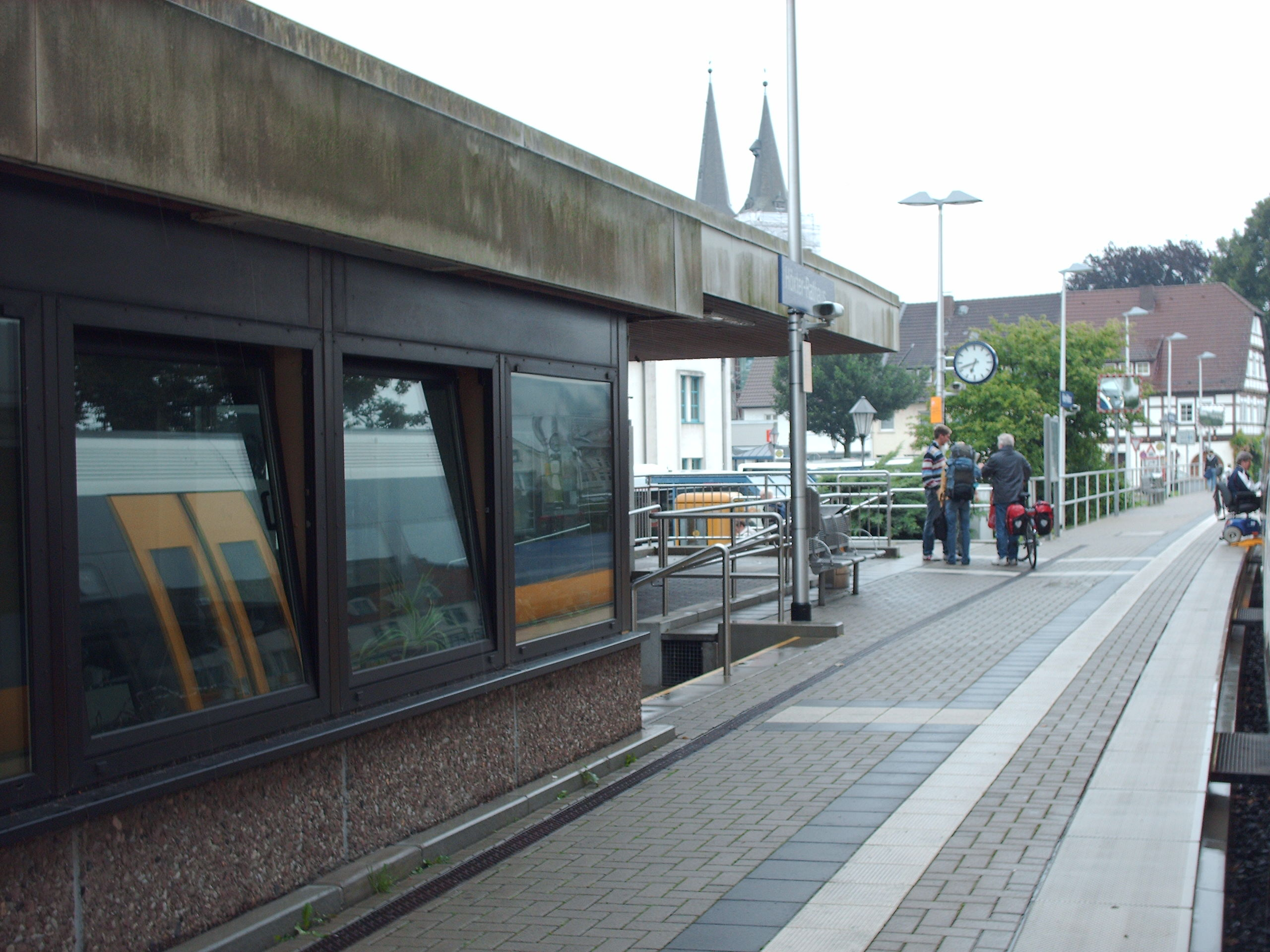
Abgerissenes Empfangsgebäude, 2007
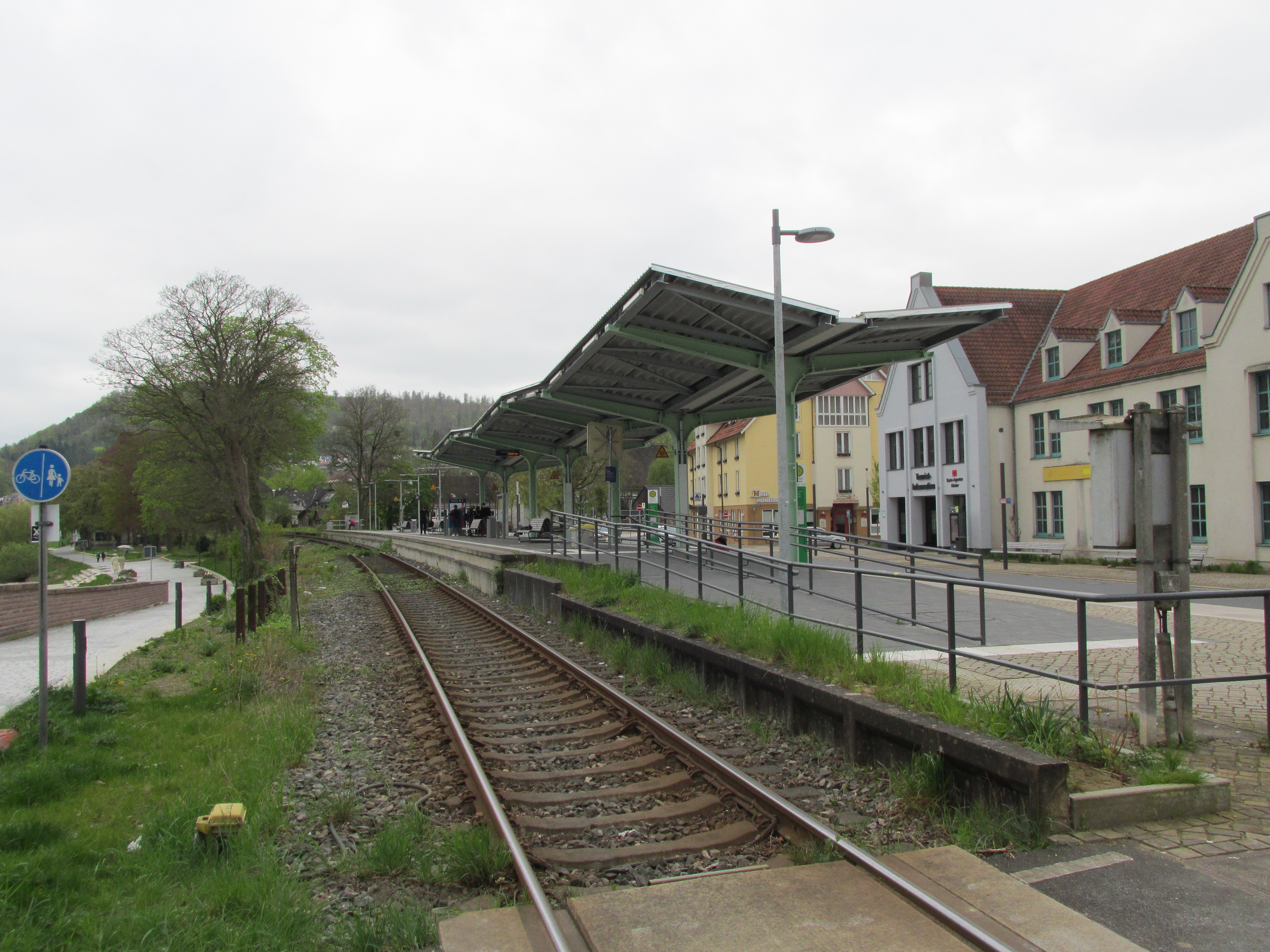
Haltepunkt Höxter Rathaus (2024)
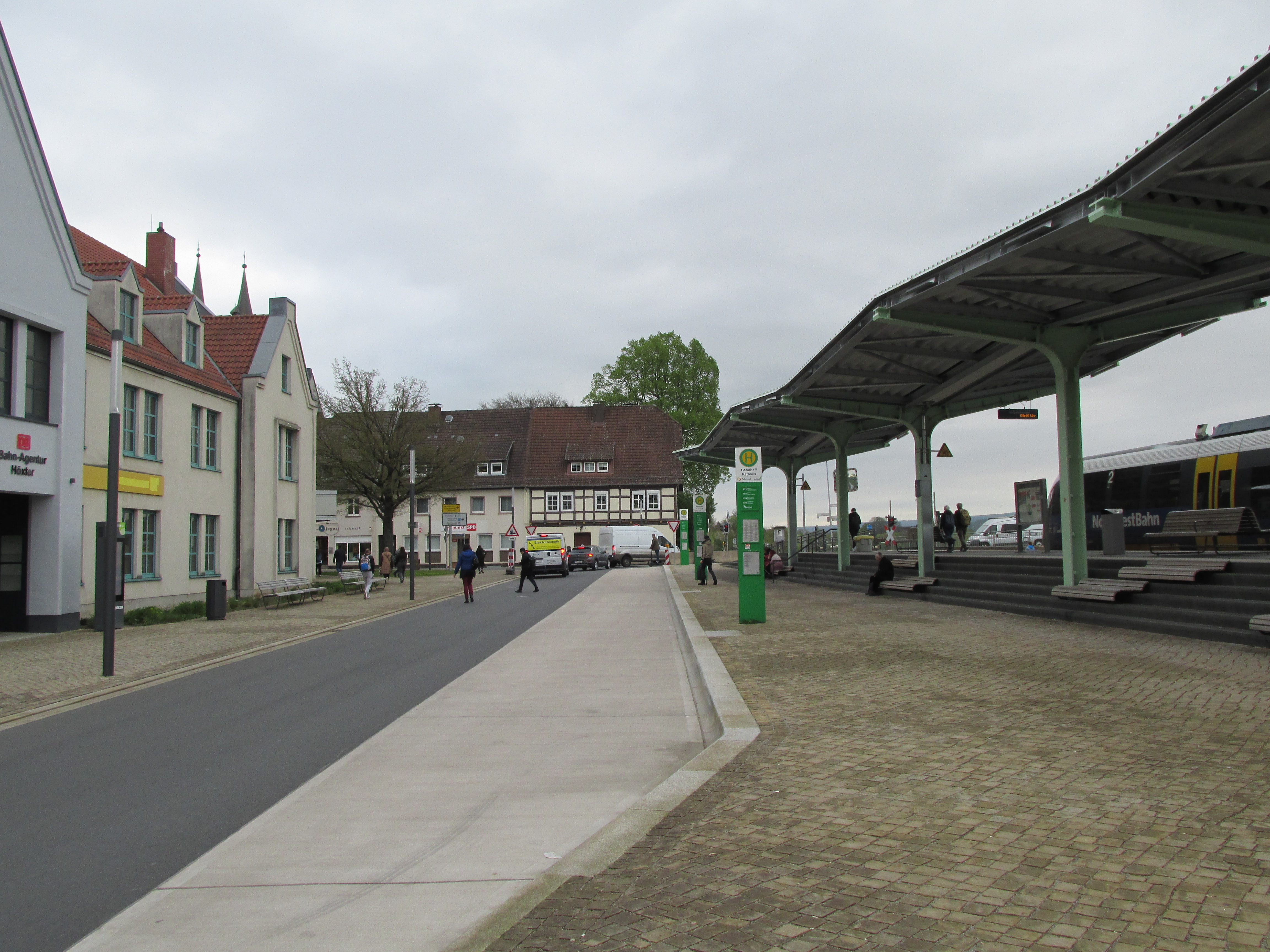
Vorplatz mit Bahn-Bus-Schnittstelle, 2024
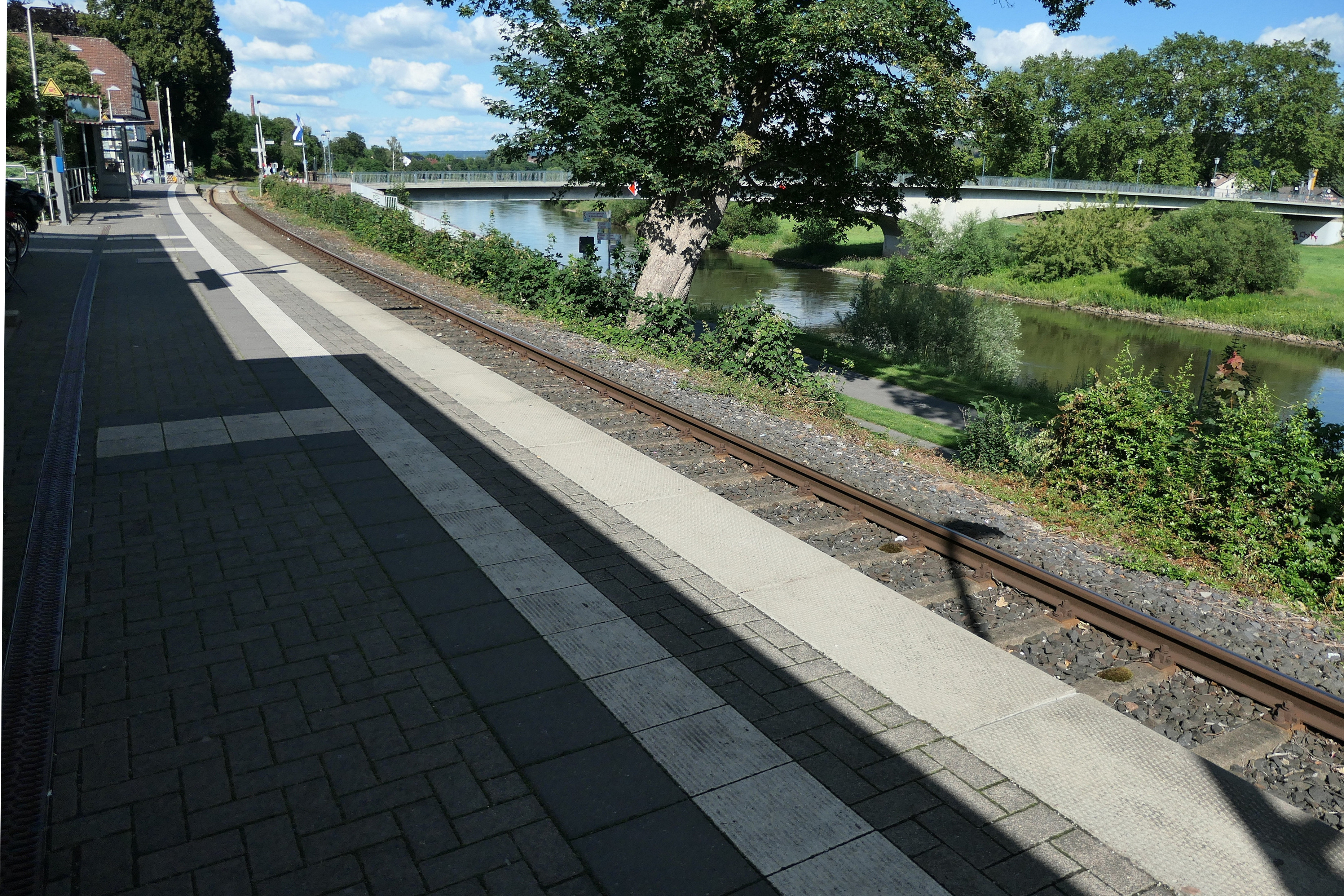
Bahnsteig mit Weserbrücke im Hintergrund, 2020

In den 1970er-Jahren wurde ein Empfangsgebäude errichtet. Das Umfeld des Haltepunkts wurde von Januar 2022 bis 2023 umfassend umgestaltet. Dabei wurden das Empfangsgebäude abgerissen, zwischen dem Bahnsteig und der Bushaltestelle Bahnhof / Rathaus eine Bahnsteigdach errichtet und Abstellplätze für Fahrräder geschaffen.

### Höxter-Corvey
Östlich vom Bahnhof Höxter (Lage) ist bis 2036 der Bau eines neuen Bahnsteigs Höxter Corvey zur Erschließung des touristisch bedeutsamen UNESCO-Welterbes Kloster Corvey, des Geländes der Landesgartenschau 2023 und eines potenziellen Campus der Technischen Hochschule Ostwestfalen-Lippe vorgesehen.

### Höxter-Lüchtringen
Der Haltepunkt Höxter-Lüchtringen (Lage) liegt in Lüchtringen. Er wurde 1865 eröffnet.

## Verkehr
Die Strecke wird durch die NordWestBahn im Abschnitt Paderborn–Ottbergen–Holzminden im Stundentakt mit der RB 84 „Egge-Bahn“ bedient. Die Züge werden im Zweistundentakt über Holzminden bis Kreiensen durchgebunden. Im Bahnhof Höxter-Ottbergen bestehen Anschlüsse nach Bodenfelde, Northeim und Göttingen.
| Linie | Verlauf | Takt                                                         | EVU          |
| ----- | --- | ------------------------------------------------------------ | ------------ |
| RB 84 | Egge-Bahn: Paderborn Hbf – Altenbeken – Bad Driburg (Westf) – Brakel (Höxter) – Höxter-Ottbergen – Höxter-Godelheim – Höxter Rathaus – Höxter-Lüchtringen – Holzminden – Stadtoldendorf – Kreiensen Stand: Fahrplanwechsel Dezember 2023 | 60 min (Paderborn–Holzminden) 120 min (Holzminden–Kreiensen) | NordWestBahn |

Für den gesamten öffentlichen Personennahverkehr gelten der Hochstift-Tarif des Nahverkehrsverbunds Paderborn-Höxter (im August 2017 vom Westfalentarif abgelöst) und tarifraumüberschreitend der NRW-Tarif. Der Busverkehr in Höxter und den Stadtteilen wurde im Dezember 2021 auf ein Ridepooling-Angebot mit dem Namen Holibri umgestellt.